# A Hard Road
A Hard Road – drugi album studyjny zespołu John Mayall & the Bluesbreakers, wydany nakładem Decca Records (Wielka Brytania) i London Records (USA).

## Album

### Historia i muzyka
W 1963 roku w Londynie John Mayall założył zespół The Bluesbreakers, który w roku następnym podpisał kontrakt z wytwórnią Decca Records, nagrywając dla niej albumy: John Mayall Plays John Mayall i Blues Breakers with Eric Clapton z Erikiem Claptonem. Album A Hard Road został nagrany w nowym składzie – Erica Claptona zastąpił Peter Green, który zaznaczył swoją obecność instrumentalnym „The Supernatural”, zaś w sekcji rytmicznej pojawił się nowy perkusista, Aynsley Dunbar. Zawartość albumu to mieszanka oryginalnych piosenek Mayalla oraz coverów: „Some Day After Awhile (You'll Be Sorry)” Frieddiego Kinga, „Dust My Broom” Elmore’a Jamesa i „You Don't Love Me” Williego Cobbsa.
Album doczekał się po latach wznowień połączonych z jego remasteringiem oraz dodaniem, w formie bonusu, nagrań archiwalnych z tamtego okresu.

### Lista utworów
Lista i informacje według Discogs:
Side 1
| 1. | A Hard Road (Mayall)         |  |
|    |                              |  |
| 2. | It's Over (Mayall)           |  |
|    |                              |  |
| 3. | You Don't Love Me (Cobbs)    |  |
|    |                              |  |
| 4. | The Stumble (King, Thompson) |  |
|    |                              |  |
| 5. | Another Kinda Love (Mayall)  |  |
|    |                              |  |
| 6. | Hit The Highway (Mayall)     |  |
|    |                              |  |
| 7. | Leaping Christine (Mayall)   |  |
|    |                              |  |
Side 2
| 1. | Dust My Blues (James, Josea)                             |  |
|    |                                                          |  |
| 2. | There's Always Work (Mayall)                             |  |
|    |                                                          |  |
| 3. | The Same Way (Green)                                     |  |
|    |                                                          |  |
| 4. | The Supernatural (Green)                                 |  |
|    |                                                          |  |
| 5. | Top Of The Hill (Mayall)                                 |  |
|    |                                                          |  |
| 6. | Some Day After Awhile (You'll Be Sorry) (King, Thompson) |  |
|    |                                                          |  |
| 7. | Living Alone (Mayall)                                    |  |
|    |                                                          |  |

### Muzycy

#### Zespół
- John Mayall – organy, fortepian, gitara, harmonijka ustna
- Peter Green – gitara prowadząca, śpiew
- John McVie – gitara basowa
- Aynsley Dunbar – perkusja

#### Muzycy towarzyszący
- John Almond, Alan Skidmore, Ray Warleigh – instrumenty dęte

### Produkcja
- John Mayall – projekt okładki, obraz na jej awersie, notatki informacyjne
- John McVie – zdjęcie na rewersie okładki
- Gus Dudgeon – inżynier dźwięku
- Mike Vernon – producent

Nagrano w West Hampstead Studios, Londyn, 11, 12, 19, 24 października i 11 listopada 1966 roku.

### Lista utworów (CD, wznowienie 2006, Decca)
Lista i informacje według Discogs:
Disc One: Originally Released As Decca LK / SKL 4853 In February 1967	
| 1.  | A Hard Road                             | 3:10  |
|     |                                         |       |
| 2.  | It's Over                               | 2:47  |
|     |                                         |       |
| 3.  | You Don't Love Me                       | 2:40  |
|     |                                         |       |
| 4.  | The Stumble                             | 2:50  |
|     |                                         |       |
| 5.  | Another Kinda Love                      | 3:06  |
|     |                                         |       |
| 6.  | Hit The Highway                         | 2:10  |
|     |                                         |       |
| 7.  | Leaping Christine                       | 2:18  |
|     |                                         |       |
| 8.  | Dust My Blues                           | 2:43  |
|     |                                         |       |
| 9.  | There's Always Work                     | 1:38  |
|     |                                         |       |
| 10. | The Same Way                            | 2:07  |
|     |                                         |       |
| 11. | The Super-Natural                       | 2:57  |
|     |                                         |       |
| 12. | Top Of The Hill                         | 2:34  |
|     |                                         |       |
| 13. | Some Day After Awhile (You'll Be Sorry) | 2:57  |
|     |                                         |       |
| 14. | Living Alone                            | 2:20  |
|     |                                         |       |
|     |                                         | 36:17 |
|     |                                         |       |
Disc Two: Bonus Tracks
| 15. | Looking Back                                                                      | 2:36  |
|     |                                                                                   |       |
| 16. | So Many Roads A & B side of single Released October 1966                          | 4:42  |
|     |                                                                                   |       |
| 17. | Mama, Talk To Your Daughter                                                       | 2:40  |
|     |                                                                                   |       |
| 18. | Alabama Blues Released October 1971                                               | 2:29  |
|     |                                                                                   |       |
| 19. | All My Life                                                                       | 4:22  |
|     |                                                                                   |       |
| 20. | Ridin' On The L&N                                                                 | 2:24  |
|     |                                                                                   |       |
| 21. | Eagle Eye                                                                         | 2:49  |
|     |                                                                                   |       |
| 22. | Little By Little Released January 1967                                            | 2:44  |
|     |                                                                                   |       |
| 23. | Sitting In The Rain                                                               | 2:56  |
|     |                                                                                   |       |
| 24. | Out Of Reach A & B side of single Released January 1967                           | 4:42  |
|     |                                                                                   |       |
| 25. | No More Tears                                                                     | 2:19  |
|     |                                                                                   |       |
| 26. | Ridin' On The L&N                                                                 | 2:19  |
|     |                                                                                   |       |
| 27. | Sitting In The Rain                                                               | 2:53  |
|     |                                                                                   |       |
| 28. | Leaping Christine BBC Light Programme Saturday Club Session Recorded January 1967 | 1:55  |
|     |                                                                                   |       |
|     |                                                                                   | 41:50 |
|     |                                                                                   |       |
- Kompilacja: 2006 Decca Music Group Ltd

## Odbiór

### Opinie krytyków
| Oceny łączne                  | Oceny łączne |
| Publikacja                    | Ocena        |
| ----------------------------- | ------------ |
| Album of the Year             | 80/100       |
| Recenzje                      |              |
| Publikacja                    | Ocena        |
| AllMusic                      | [ 1 ]        |
| The Rolling Stone Album Guide | [ a ] [ 8 ]  |
| Tylko Rock                    | [ 9 ]        |

Zdaniem Richiego Unterbergera z AllMusic „Przyszły założyciel Fleetwood Mac [Peter Green] odcisnął silne piętno na swoim jedynym albumie z Bluesbreakers, śpiewając kilka utworów i pisząc kilka, w tym oszałamiający, instrumentalny „Supernatural”, zapowiadający, dzięki technice sustainu utwory „Albatross” i „Black Magic Woman””.
„A Hard Road to właściwie kontynuacja Blues Breakers with Eric Clapton” uważa Marcin Gajewski z miesięcznika Tylko Rock i dodaje: „nieco gorsza, choć bardzo dobra. Smakowite blues-rockowe granie”. A Peter Green, który zastąpił Claptona, okazał się „nie tylko wspaniałym gitarzystą, ale i utalentowanym kompozytorem. Piękny, nastrojowy „The Supernatural” to jego pierwsze wybitne dzieło. Jakby zapowiedź „Albatrosa”. John Mayall „zachował wysoką formę, zarówno jako twórca, jak i wykonawca”.
Adam Williams z magazynu PopMatters ocenia, iż „pomimo bogatego życiorysu, A Hard Road Mayalla jest ukoronowaniem jego długiej kariery, ponieważ został nagrany w szczytowym momencie jego wrażliwości na brytyjskiego bluesa. Ponadto, nadaje definitywne oblicze enigmatycznemu Greenowi, którego potencjał jako pierwszorzędnego gitarzysty nigdy nie został w pełni wykorzystany. Chociaż można dyskutować o ich poziomach wielkości, nie można zaprzeczyć, że Mayall i Green spotkali się na krótko i stworzyli potężny materiał w swoim towarzystwie”.
Według Richarda haversa z magazynu udiscovermusic A Hard Road to „jeden z kamieni węgielnych brytyjskiego boomu bluesowego lat 60.”.

### Listy tygodniowe
| Kraj            | Lista           | Pozycja |
| --------------- | --------------- | ------- |
| Wielka Brytania | UK Albums Chart | 10      |

### Wyróżnienia
- 14. miejsce na liście 30 najlepszych brytyjskich albumów blues-rockowych w historii (The 30 best British Blues Rock albums ever) magazynu Classic Rock[4].